# Preferência temporal
Em economia, "preferência temporal" é a verdade constante e fundamental de que os indivíduos preferem que suas necessidades sejam satisfeitas no intervalo de tempo mais curto possível. 

## Visão geral
Os indivíduos estão sujeitos à passagem do tempo. Suas existências são finitas, seus corpos e mentes decaem. O tempo, portanto, é um fator escasso e, como tal, os indivíduos precisam economizá-lo. É dessa escassez, da necessidade imperiosa de economizar o tempo, que se origina a preferência temporal. Ceteris paribus, a satisfação presente tem preferência sobre a satisfação futura e bens no presente são preferidos a bens no futuro. Adicionalmente, a própria natureza humana impõe limites ao adiamento da satisfação de necessidades. Satisfazer aquelas mais imediatas, como a da manutenção da própria vida e saúde, por exemplo, antecede e é um pré-requisito para a satisfação daquelas menos urgentes, futuras.  Em outros termos, a espera constitui-se numa desutilidade.
É interessante notar que, na ausência da preferência temporal, as pessoas jamais teriam porque consumir. Dariam ao almoço que será servido somente daqui a dez anos o mesmo valor da refeição disponível hoje. E, passados esses dez anos, tampouco encontrariam razão para desfrutar dos alimentos, que mais uma vez lhes pareceriam ter o mesmo valor de prato semelhante a ser servido no futuro ainda mais distante. Não fosse pela preferência temporal, portanto, o consumo inexistiria e, consequentemente, toda produção, que tem como fim último produzir bens de consumo, cessaria.

## Termos relacionados
A preferência temporal guarda relação com as noções de produção indireta e de juro. A única razão pela qual os indivíduos adotam processos mais longos de produção (produção indireta) é porque esperam obter desses processos um incremento em sua satisfação que compense a desutilidade da espera.  O “desvio”, o maior período de tempo requerido pela produção indireta, requer a constituição de um fundo de subsistência, que só pode vir da abstinência do consumo no presente, do sacrifício da satisfação imediata. Esse sacrifício é feito em função da expectativa de maior ou melhor produção futura. Para Böhm-Bawerk, esse “é o ponto essencial e central da teoria do juro”, ou seja, o juro é o acréscimo de satisfação demandado pelos indivíduos em troca da espera.